# Saint-André-de-Najac
Saint-André-de-Najac település Franciaországban, Aveyron megyében. Lakosainak száma 455 fő (2022. január 1.). Saint-André-de-Najac Bor-et-Bar, La Fouillade, Najac, Montirat, Saint-Christophe, Saint-Martin-Laguépie és Laguépie községekkel határos.

## Népesség
A település népessége az elmúlt években az alábbi módon változott:
| Lakosok száma | 550  | 509  | 426  | 408  | 419  | 413  | 442  | 454  | 455  | 455  |
|               | 1968 | 1982 | 1990 | 2006 | 2013 | 2015 | 2017 | 2019 | 2020 | 2022 |